# Наварро (округ, Аргентина)
Округ Нава́рро (ісп. Navarro) — адміністративно-територіальна одиниця 2-ого рівня у провінції Буенос-Айрес в центральній Аргентині. Адміністративний центр округу — Наварро (ісп. Navarro).
Населення округу становить 17054 особи (2010). Площа — 1630 кв. км.

## Історія
Округ заснований у 1798 році.

## Населення
У 2010 році населення становило 17054 особи. З них чоловіків — 8471, жінок — 8583.

## Політика
Округ належить до 1-ого виборчого сектору провінції Буенос-Айрес.